# Lagenaria siceraria
Pour les articles homonymes, voir Caleb et gourde.
Espèce
Classification phylogénétique

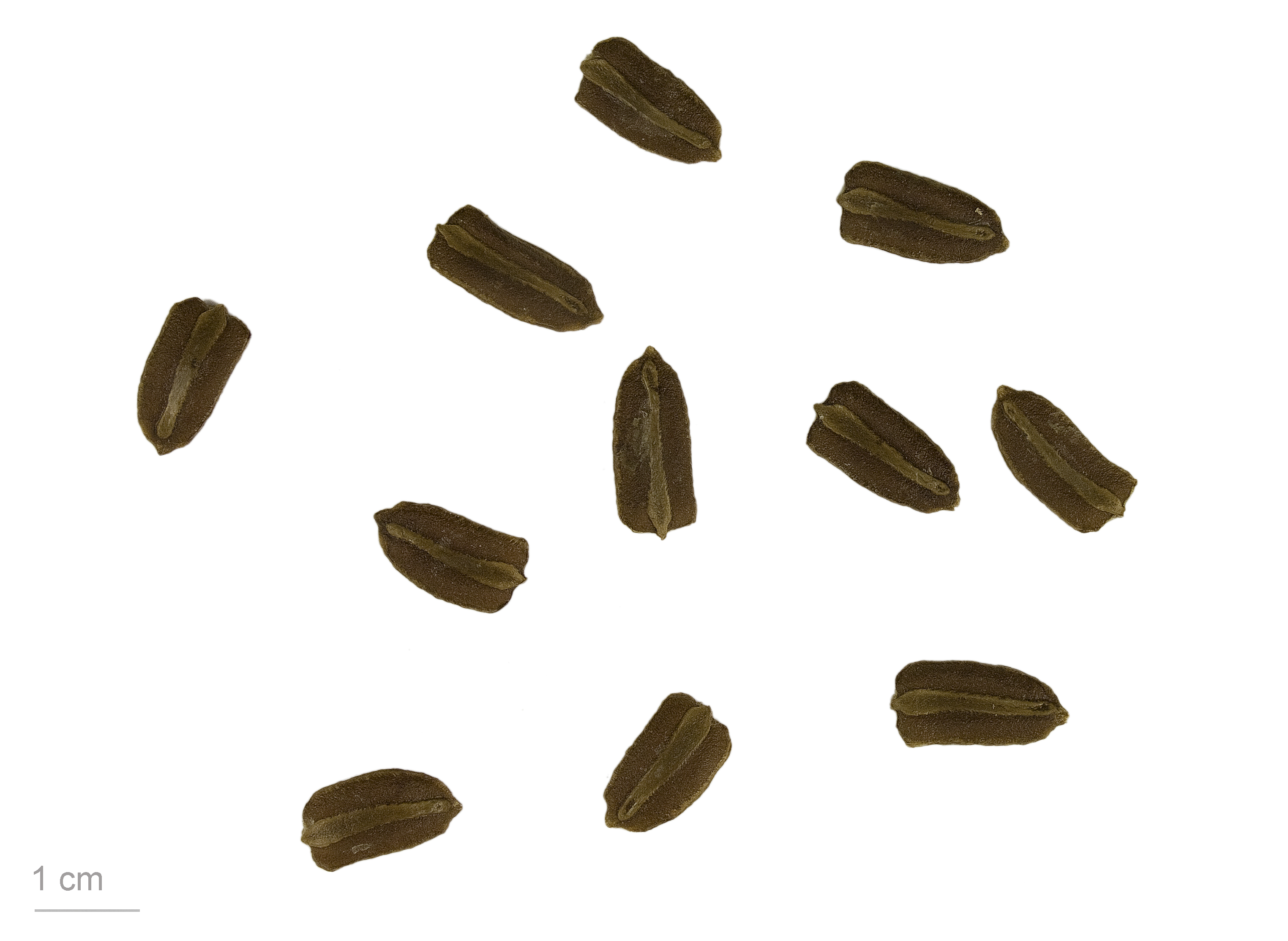
Lagenaria siceraria var. peregrina au MHNT.

La calebasse, gourde ou louche (Lagenaria siceraria), est une espèce de plante à fleurs de la famille des Cucurbitacées. C'est une plante herbacée annuelle cultivée comme plante potagère pour son fruit caractéristique également dénommé calebasse. Ce fruit est utilisé à l'état sec depuis des temps préhistoriques dans toutes les régions du monde pour fabriquer divers objets (ex. : récipient portatif pour boisson), ou plus rarement consommé à l'état frais comme légume.

## Nomenclature
L’espèce fut d’abord décrite en 1782 par le naturaliste hispano-chilien Molina sous le nom de Cucurbita siceraria Molina dans Saggio sulla Storia Naturale del Chili . . . 133, 355.
En 1930, le botaniste américain Standley transféra l’espèce dans le genre Lagenaria Seringe, ce qui donna Lagenaria siceraria (Molina) Standl., publié dans Publications of the Field Museum of Natural History, Botanical Series 3(3): 435. 1930.

## Étymologie
Le nom de genre Cucurbita est un terme latin apparaissant dans Pline HN, 19, 71 pour désigner une gourde. Les Romains ne pouvaient pas connaître les espèces du genre  Cucurbita actuel, qui viennent d’Amérique, mais Linné nomma la gourde Cucurbita lagenarie L. 1753.
Le nom de genre Lagenaria est un terme latin désignant une « bouteille, cruche », venant du grec λάγυνος – lagunos, « bouteille à long col et large ventre » (Chantraine).
L’épithète spécifique siceraria du latin sicer, emprunté au grec σίκερα – sikera, lui-même emprunté à l’hébreu סְכֵר – sēkār, qui désigne une boisson fermentée analogue au cidre. Le naturaliste hispano-chilien Molina qui le premier décrivit l’espèce en 1782, indique page 182 « La grande courge à cidre, ainsi appelée parce que les Indiens, après l’avoir parfumée, font fermenter dedans leur cidre ».

## Noms vernaculaires
Nom commun : calebasse, gourde, gourde pèlerine, cougourde, cougourdon (surtout dans la région niçoise), cuyon (dans le Sud-Ouest), courge-bouteille. Allemand : Flaschenkürbis ; anglais : calabash gourd, bottle gourd ; espagnol : calabaza, cajombre.

## Synonymes
Selon POWO, Lagenaria siceraria a 56 synonymes dont un synonyme homotypique
- Cucurbita siceraria Molina, le basionyme

et 55 synonymes hétérotypiques dont
- (=) Cucurbita lagenaria L., c'est le nom encore utilisé par les jardiniers
- (=) Cucurbita leucantha Duchesne
- (=) Cucurbita longa hort.
- (=) Lagenaria lagenaria (L.) Cockerell, nom. inval.
- (≡) Lagenaria leucantha Rusby
- (=) Lagenaria vulgaris Ser.

La calebasse est également le fruit d'une plante différente, le calebassier, originaire du nord de l'Amérique tropicale (Caraïbe, Mésoamérique, Mexique, Colombie) et de la famille des Bignoniacées.

## Description

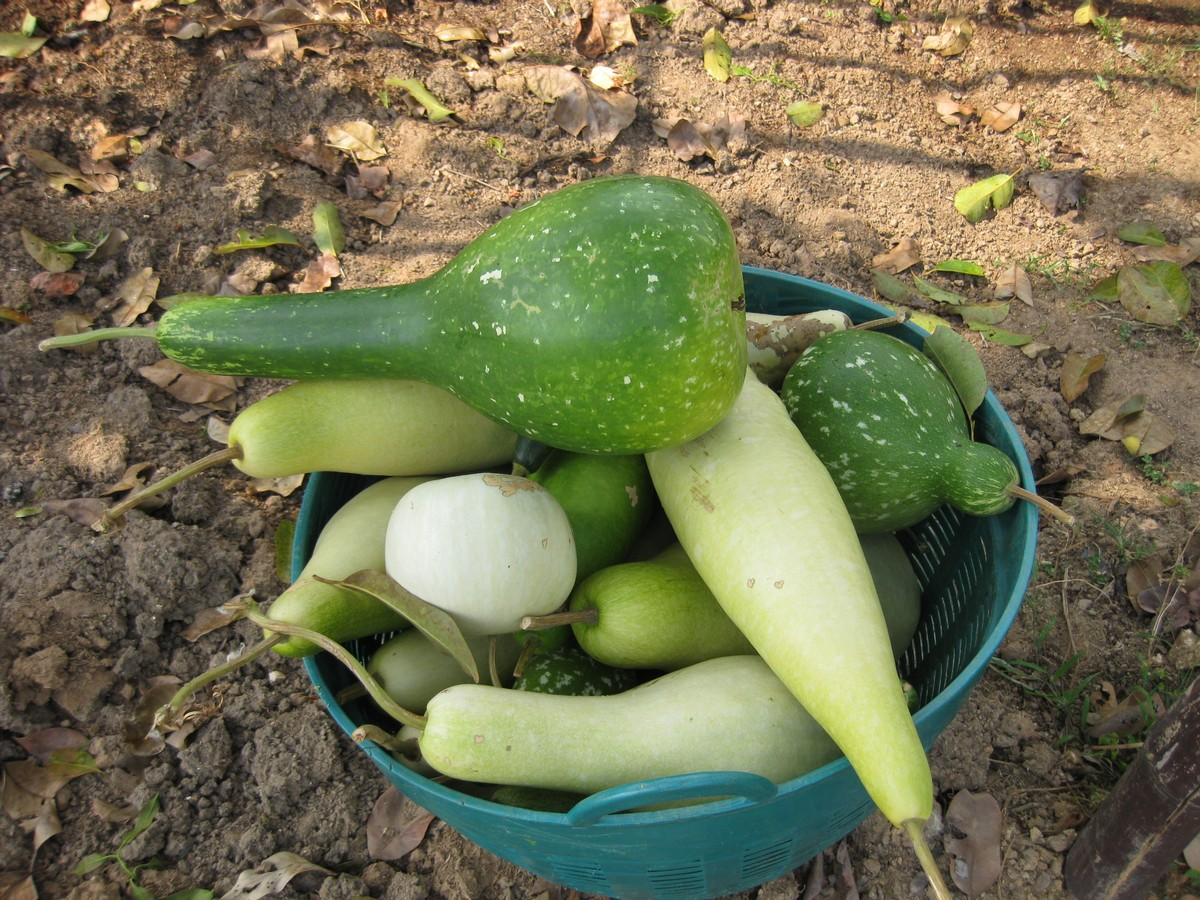
Fruits couramment utilisés secs pour fabriquer des récipients (gourdes, bols, verres...) et des instruments de musiques (calebasses..). ; parfois mangés comme légumes ; Jardin botanique de la reine Sirikit, en Thaïlande.

Lagenaria siceraria est une plante annuelle, rampante ou grimpante, à longues tiges ramifiées munies de vrilles rameuses opposées aux feuilles. Ses tiges peuvent atteindre 9 m de long et sont côtelées. 
Les feuilles sont pétiolées, alternes, légèrement tri- à heptalobulées et approximativement réniformes, légèrement poilues mais douces au toucher. Elles peuvent mesurer jusqu'à  30 cm de long et ont une odeur musquée caractéristique et parfois très intense.
La plante est monoïque et produit des fleurs blanches unisexuées, actinomorphes et pentamères, dont la corolle porte des pétales libres, pubescents et blancs. Elles sont héliotropes.
Pollinisée par les insectes, la fleur femelle produit un fruit péponide charnu dont la forme varie selon les sous-espèces et variétés. Sphérique ou allongé, il ressemble souvent à une bouteille ou à une amphore, avec une partie renflée et un col plus ou moins long. Immature, le fruit a la peau verte et un intérieur blanc et charnu ; le cultivar 'Cougourde' , spécialement sélectionné pour la consommation, a un péricarpe fin, mais dans la plupart des variétés il se lignifie précocement et devient dur comme du bois en séchant. Le fruit peut atteindre 1 m de long, voire plus chez certaines variétés.
Les graines de couleur blanc crème sont nombreuses, aplaties et de forme elliptique ; leur intérieur est blanc, avec un goût sucré et huileux. Les graines de calebasse brunissent généralement lorsqu'elles sont exposées à l'air ou lorsqu'elles sont mises à sécher. Le brunissement des graines est un processus normal et n'affecte pas leur germination.
La plante a été sélectionnée pour répondre aux besoins humains. Les vestiges trouvés en Afrique (Zimbabwe, Zambie) étaient comestibles, mais leur coque fragile et non imperméable était impropre à l'usage caractéristique d'une gourde,.

## Origine et distribution
Selon POWO, l’aire de répartition naturelle de cette espèce s’étend de l’Afrique tropicale occidentale à l’Éthiopie et à la Tanzanie. Elle a été introduite en de nombreux pays d’Afrique, d’Amérique et d’Asie (voir la carte de POWO).
Cette espèce est donc originaire des régions tropicales d'Afrique. Son aire d’origine exacte est inconnue, parce que le fruit flotte et peut ainsi s'être répandu partout dans le monde sans intervention humaine, et parce qu'il s'agit d'une plante domestiquée que les humains ont pu transporter au cours de leur migration puis faire évoluer. Elle est signalée en Afrique du Sud dès 2000 avant notre ère. Présente de façon très précoce en Amérique, elle fait partie des rares plantes à avoir été commune à l'ancien et au nouveau mondes, avant l'échange colombien.
La culture de cette plante et l'utilisation de ses fruits comme récipients est très ancienne. C'est une plante qui est citée par Pline l'Ancien et qui figurait sous le nom de cucurbita parmi les plantes potagères recommandées dans le capitulaire De Villis au Moyen Âge.

## Culture

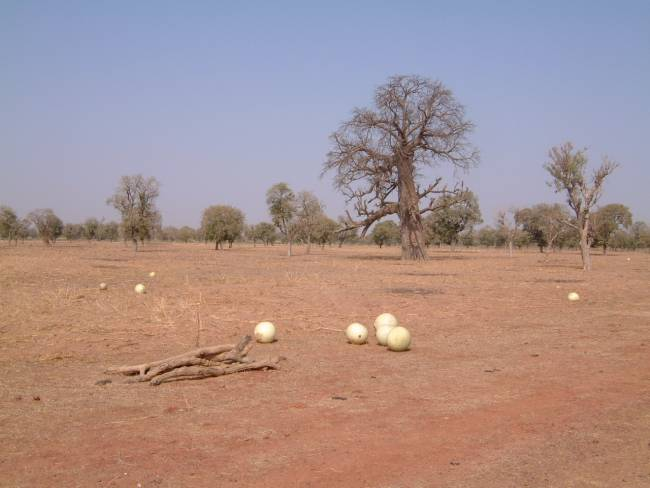
Champ de calebasses au Mali.

Cette plante préfère un sol frais et meuble, bien fumé. La multiplication se fait par semis, au printemps, en godets, dans un endroit abrité et maintenu au chaud (20 °C) ; les jeunes plants sont repiqués lorsque le risque de gelée n'est plus à craindre et la terre suffisamment réchauffée, vers le 15 mai.
La croissance est très rapide. Prévoir un palissage pour permettre à la plante de grimper.

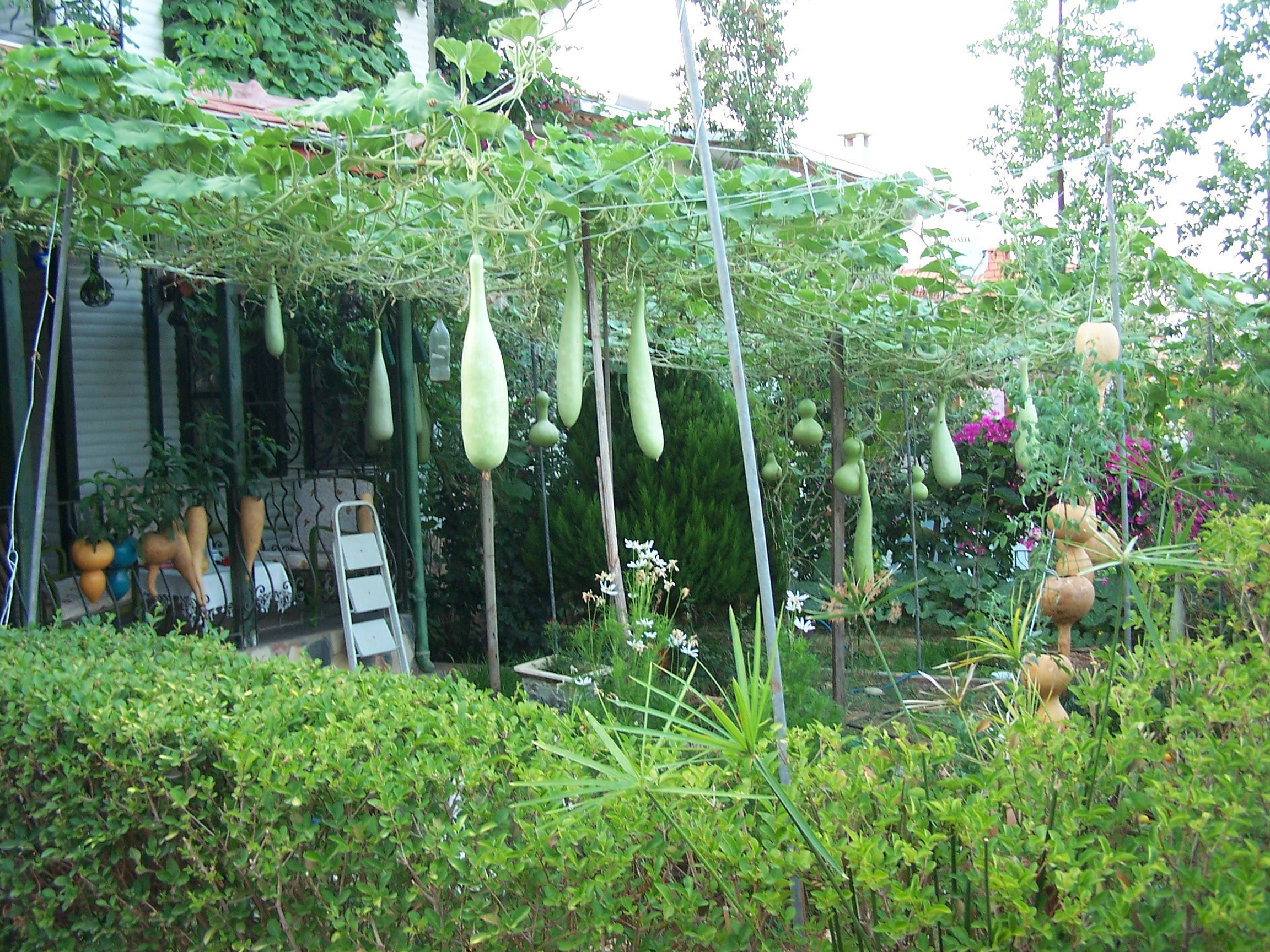
Calebasses.

La récolte des jeunes fruits tendres destinés à la consommation se fait environ deux mois après le semis. Les fruits mûrs destinés à être séchés se récoltent en fin de saison avant les gelées d'automne.
De gros fruits se cultivent en Afrique, au Mali, dans la région qui borde le fleuve Niger, et sont principalement destinés à la fabrication d'ustensiles de cuisine et au transport de denrées et d'eau. Le fruit se présente avec un diamètre qui peut varier de 150 à 600 mm. Une fois coupé, il est vidé de ses graines sèches et est prêt à l'usage, comme grand bol (équivalent d'un saladier en Europe), gourde bouchonnable pour le transport (notamment du lait par les Peuls en pays Dogon) ou louches végétales. Il semble que ces cultures[Lesquelles ?] ont soigneusement sélectionné différentes variétés à usage non alimentaire pour différents usages.

## Principales variétés
On dénombre plusieurs variétés.
- Gourde de pèlerin
- Gourde siphon
- Gourde massue
- Gourde de Corse
- Courge longue de Sicile ou Slaoui

## Utilisation

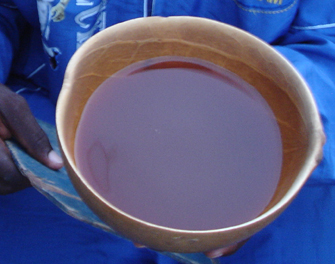
Calebasse servant à boire le pito.

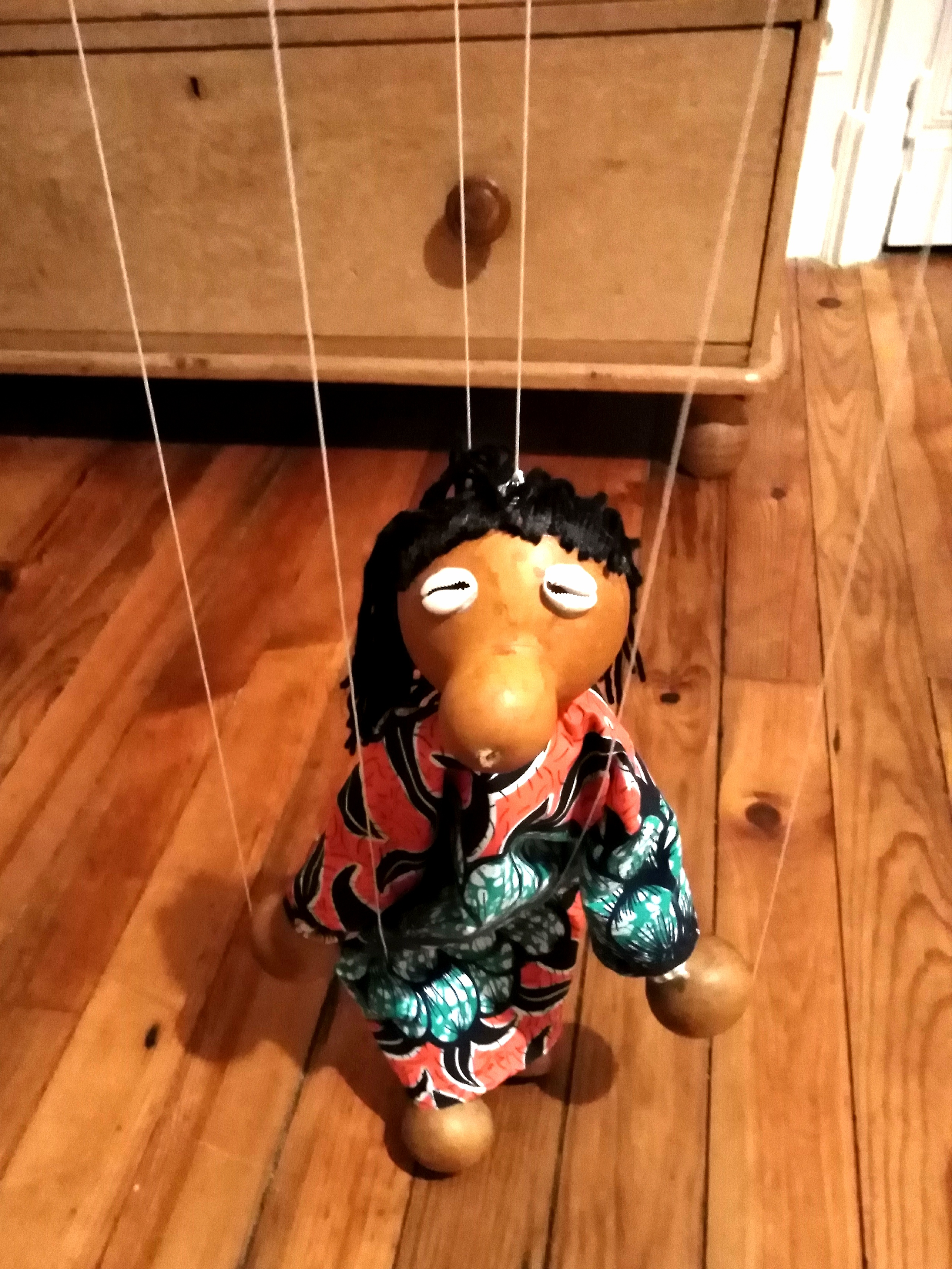
Marionnette en calebasse.

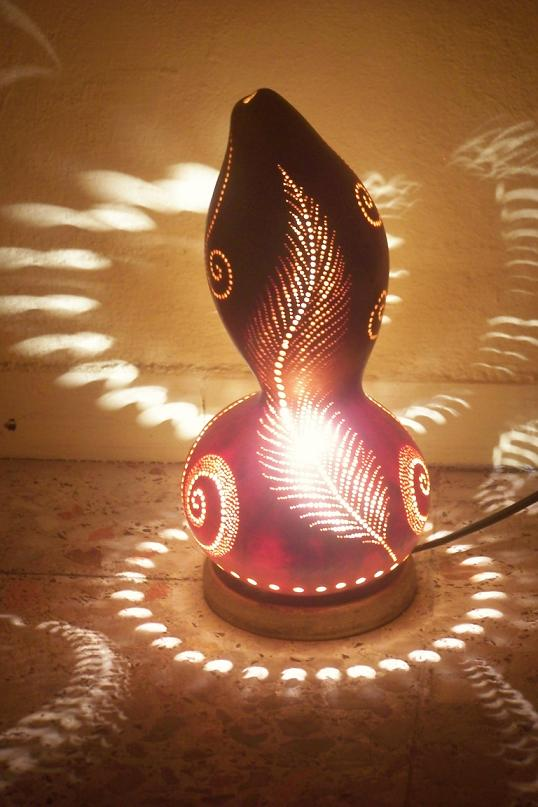
Calebasse à lampe.

Les fruits jeunes, plutôt fades, se préparent comme des courgettes. Ce légume est surtout consommé en Inde et en Extrême-Orient. Certaines variétés, trop amères à cause de leur teneur en cucurbitacines, ne sont pas comestibles.
Les fruits séchés sont utilisés pour la fabrication de divers objets traditionnels, notamment ustensiles de cuisine (récipients, louches, gourdes, coffrets, étuis), flotteurs ou d'étuis péniens chez certaines peuplades de Nouvelle-Guinée ou d'Afrique, le brassage et le transport de bières traditionnelles, ainsi que la préparation du maté.
Les calebasses sont utilisées pour fabriquer la kora ouest-africaine (luth harpe), le xalam ou ngoni (luth) et le goje (violon traditionnel). Ils servent également de résonateurs sous les lames du balafon (marimba ouest-africain). La calebasse est également utilisée dans la fabrication des instruments de musique shegureh (un hochet pour femmes sierra léonais) et balangi (un type de balafon sierra-léonais). Parfois, les grosses calebasses sont simplement creusées, séchées et utilisées comme instruments de percussion, en particulier par les Peuls, les Songhaï, les Gurophones et les Haoussas. On peut citer également l’utilisation dans la fabrication des berimbau, maracas, sanza, sitar, oporo entre autres.
La calebasse peut aussi être utilisée dans la fabrication de marionnettes. 
La plante est aussi utilisée comme plante grimpante ornementale pour décorer treilles et tonnelles.
Le fruit, une fois vidé, peut être utilisé comme nid pour oiseau.
En faisant pousser la calebasse dans un moule de façon qu’elle en épouse la forme, on peut fabriquer, par exemple, des verres biodégradables.